# Vicente
Vicente ist die spanische und portugiesische Version des männlichen Vornamens Vinzenz.

## Namensträger

### Vorname
- Vicente Aleixandre (1898–1984), spanischer Lyriker und Träger des Nobelpreises für Literatur 1977
- Vicente Amigo (* 1967), spanischer Flamenco-Gitarrist
- Vicente Aranda (1926–2015), spanischer Filmregisseur und Drehbuchautor
- Vicente Arraya (1922–1992), bolivianischer Fußballspieler
- Vicente Arze (* 1985), bolivianischer Fußballspieler
- Vicente B. Ballestar (1929–2014), spanischer Maler und Schriftsteller
- Vicente Bernedo (* 2002), chilenischer Fußballspieler
- Vicente Blasco Ibáñez (1867–1928), spanischer Schriftsteller und Politiker
- Vicente del Bosque (* 1950), spanischer Fußballspieler und -trainer
- Vicente Calderón (1913–1987), Präsident des spanischen Fußballvereins Atlético Madrid
- Vicente Carducho (* 1576/1578–1638), italienischer Maler, Hofmaler am spanischen Hof
- Vicente Kardinal Casanova y Marzol (1854–1930), Erzbischof von Granada
- Vicente Kardinal Enrique y Tarancón (1907–1994), Erzbischof von Toledo und Madrid
- Vicente Fernández (1940–2021), mexikanischer Ranchero-Sänger
- Vicente Fox (* 1942), Präsident von Mexiko (2000–2006)
- Vicente Grisolía (1924–2011), dominikanischer Pianist
- Vicente Guerrero (1782–1831), mexikanischer Volksheld
- Vicente Huidobro (1893–1948), chilenischer Lyriker
- Vicente Iborra (* 1988), spanischer Fußballspieler
- Vicente Jarque (* 1956), spanischer Kunstwissenschaftler und Übersetzer
- Vicente Leñero Otero (1933–2014), mexikanischer Schriftsteller, Dramaturg, Journalist und Drehbuchautor
- Vicente Lombardo Toledano (1894–1968), mexikanischer Politiker und Hochschullehrer
- Vicente López (Baseballspieler) (1945–2010), nicaraguanischer Baseballspieler
- Vicente López Barberá (1936–2017), spanischer Fußballspieler und -trainer
- Vicente López Carril (auch López Carril; 1942–1980), spanischer Radrennfahrer
- Vicente López y Planes (1785–1856), argentinischer Schriftsteller und Präsident
- Vicente López Portaña (1772–1850), spanischer Maler
- Vicente López Puigcerver (1844–1911), spanischer Militär und Politiker
- Vicente López Tovar (1909–1998), spanischer Militär und Politiker
- Vicente Fidel López (1815–1903), argentinischer Rechtsanwalt und Politiker
- Vicente Molina Foix (* 1946), spanischer Schriftsteller, Übersetzer, Cineast und Dramaturg.
- Vicente Mendiola Quezada (1900–1986), mexikanischer Architekt und Maler
- Vicente Rodríguez (Fußballspieler, 1938) (	Vicente Florencio Rodríguez Aquino, 1938–2014), paraguayischer Fußballspieler
- Vicente Rodríguez (Boxer) (* 1954), spanischer Boxer
- Vicente Rodríguez (Fußballspieler, 1981) (* 1981), spanischer Fußballspieler
- Vicente Sánchez (* 1979), uruguayischer Fußballspieler
- Vicente Sasot (1918–1985), spanischer Fußballspieler und -trainer
- Vicente Segrelles (* 1940), spanischer Comiczeichner und Autor
- Vicente Starikoff (* 1995), chilenischer Fußballspieler

### Familienname
- Adrián de Vicente (1964–2011), argentinischer Fußballspieler
- Alair Cruz Vicente (* 1981), brasilianischer Fußballspieler
- Alonso Zamora Vicente (1916–2006), spanischer Schriftsteller, Romanist und Hispanist
- Arlindo Vicente (1906–1977), portugiesischer Anwalt und Maler
- Carlos Vicente (* 1971), spanischer Skilangläufer
- Diego Vicente (* 1998), uruguayischer Fußballspieler
- Fernando Vicente (* 1977), spanischer Tennisspieler
- Geovanny Vicente Romero (* 1986), dominikanischer politischer Stratege, Kolumnist und Hochschullehrer
- Gil Vicente (um 1465–1536), portugiesischer Dramaturg
- Gonzalo Vicente (* 1979), uruguayischer Fußballspieler
- Jacinto Viegas Vicente (* 1964), osttimoresischer Politiker
- José Vicente (Dramatiker) (1945–2007), brasilianischer Dramatiker und Dramaturg
- José Vicente Chandler (1922–2022), puerto-ricanischer Leichtathlet
- José Vicente Filho (* 1941), brasilianischer Politiker
- José Vicente Train (* 1931), spanischer Fußballtorhüter
- José Ignacio Vicente (* 1991), spanischer Eishockeyspieler
- Luís Vicente (* ≈1985), portugiesischer Jazz- und Improvisationsmusiker
- Lohaynny Vicente (* 1996), brasilianische Badmintonspielerin
- Luana Vicente (* 1994), brasilianische Badmintonspielerin
- Manuel Domingos Vicente (* 1956), angolanischer Manager
- María Vicente (* 2001), spanische Dreispringerin und Siebenkämpferin
- Mark Vicente (* 1965), Kameramann aus Südafrika
- Pau Vicente (Pau Martí Vicente, * 1983), spanischer Fußballtrainer
- Paula López Vicente (* 1997), deutsche Politikerin der Tierschutzpartei
- Santi Vila i Vicente (* 1973), spanischer Historiker und Politiker
- Teresa Vicente (* 1962), spanische Rechtsphilosophin und Umweltaktivistin